# Tennessee Titans 1999
La stagione 1999 dei Tennessee Titans è stata la 30ª della franchigia nella National Football League, la 40ª complessiva  
Fu la prima stagione in cui la squadra assunse il nome "Titans", mentre la denominazione "Oilers" fu ritirata dalla NFL. La squadra divenne la settima della storia a qualificarsi come wild card per il Super Bowl. Dopo avere battuto nei playoff Bills, Colts e Jaguars fu sconfitta dai St. Louis Rams, 23–16, con un famoso placcaggio all’’ultimo secondo del difensore dei Rams Mike Jones sulla ‘’goal line’’ che impedì al ricevitore dei Titans Kevin Dyson di segnare il touchdown del pareggio. Il momento più celebre della stagione avvenne nel turno delle wild card contro i Buffalo Bills, passato alla storia come Music City Miracle. Nei secondi finali, Kevin Dyson ricevette un passaggio laterale su un ritorno di kickoff, segnando il touchdown della vittoria.
Nel Draft NFL 1999, la squadra scelse il defensive end Jevon Kearse come 16º assoluto, che disputò le migliori stagioni della carriera con Tennessee, venendo convocato per tre Pro Bowl consecutivi e stabilendo un record NFL per un rookie con 14,5 sack.

## Scelte nel Draft 1999
| Draft dei Titans nel 1999 |        |                 |                  |                |
| Giro                      | Scelta | Giocatore       | Ruolo            | College        |
| 1                         | 16     | Jevon Kearse    | Defensive end    | Florida        |
| 2                         | 52     | John Thornton   | Defensive tackle | West Virginia  |
| 3                         | 81     | Zach Piller     | Guard            | Florida        |
| 4                         | 114    | Brad Ware       | Defensive back   | Auburn         |
| 4                         | 117    | Donald Mitchell | Defensive back   | SMU            |
| 5                         | 151    | Kevin Daft      | Quarterback      | UC Davis       |
| 6                         | 186    | Darran Hall     | Wide receiver    | Colorado State |
| 7                         | 222    | Phil Glover     | Linebacker       | Utah           |

## Calendario

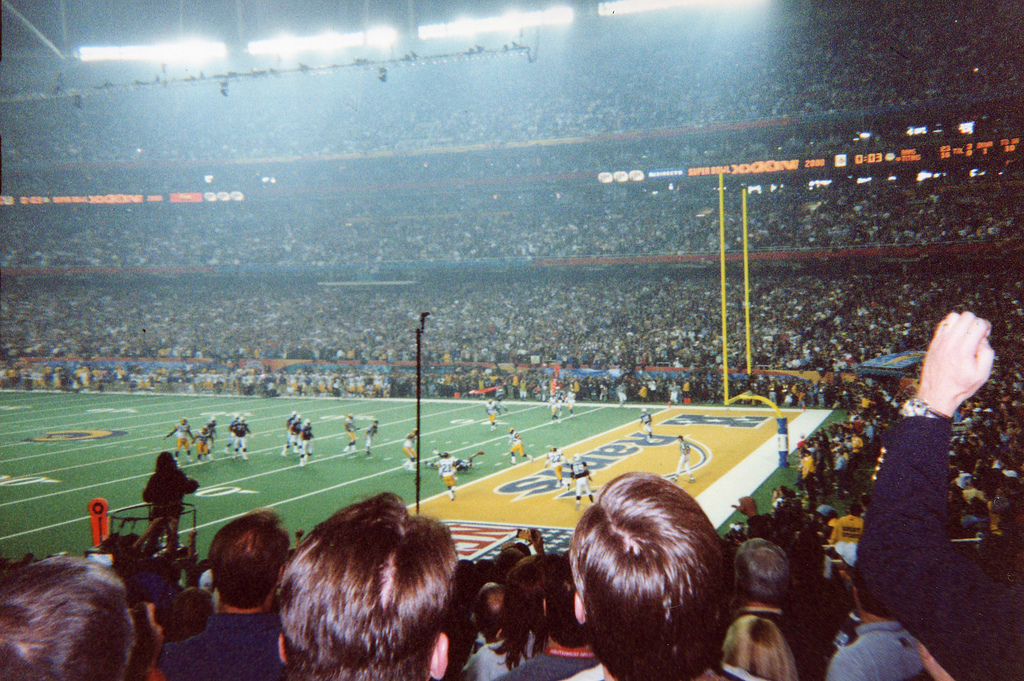
La giocata finale del Super Bowl XXXIV

| Stagione regolare |                         |                    |                    |
| Turno             | Avversario              | Risultato          | TV                 |
| 1                 | Cincinnati Bengals      | V 36–35            | CBS                |
| 2                 | Cleveland Browns        | V 26–9             | CBS                |
| 3                 | at Jacksonville Jaguars | V 20–19            | CBS                |
| 4                 | at San Francisco 49ers  | S 22–24            | CBS                |
| 5                 | Baltimore Ravens        | V 14–11            | CBS                |
| 6                 | at New Orleans Saints   | V 24–21            | CBS                |
| 7                 | Settimana di pausa      | Settimana di pausa | Settimana di pausa |
| 8                 | St. Louis Rams          | V 24–21            | FOX                |
| 9                 | at Miami Dolphins       | S 0–17             | ESPN               |
| 10                | at Cincinnati Bengals   | V 24–14            | CBS                |
| 11                | Pittsburgh Steelers     | V 16–10            | CBS                |
| 12                | at Cleveland Browns     | V 33–21            | CBS                |
| 13                | at Baltimore Ravens     | S 14–41            | CBS                |
| 14                | Oakland Raiders         | V 21–14            | ESPN               |
| 15                | Atlanta Falcons         | V 30–17            | FOX                |
| 16                | Jacksonville Jaguars    | V 41–14            | CBS                |
| 17                | at Pittsburgh Steelers  | V 47–36            | CBS                |

## Classifiche
| AFC Central              | AFC Central | AFC Central | AFC Central | AFC Central | AFC Central | AFC Central | AFC Central |
|                          | V           | S           | P           | %           | PF          | PS          | STR         |
| ------------------------ | ----------- | ----------- | ----------- | ----------- | ----------- | ----------- | ----------- |
| (1) Jacksonville Jaguars | 14          | 2           | 0           | .875        | 396         | 217         | V1          |
| (4) Tennessee Titans     | 13          | 3           | 0           | .813        | 392         | 324         | V4          |
| Baltimore Ravens         | 8           | 8           | 0           | .500        | 324         | 277         | S1          |
| Pittsburgh Steelers      | 6           | 10          | 0           | .375        | 317         | 320         | S1          |
| Cincinnati Bengals       | 4           | 12          | 0           | .250        | 283         | 460         | S2          |
| Cleveland Browns         | 2           | 14          | 0           | .125        | 217         | 437         | S6          |

Fonte:

## Premi
- Jevon Kearse:

rookie difensivo dell'anno